# Hârn
Hârn är en rollspelsvärld. Upphovsmannen är N Robin Crossby (1954-2008). Rollspelsvärlden publicerades första gången 1983 av Columbia Games. Hârn är gjort för att fungera med valfritt rollspel inom fantasy-genren, men Columbia Games har även publicerat ett tillhörande rollspel som heter Hârnmaster.
Hârn är egentligen namnet på en ö väster om kontinenten Lythia, på planeten Kethira. Men eftersom Hârn är det mest utvecklade området i rollspelsvärlden, använder de flesta spelare Hârn, eller HârnWorld, som namn för hela rollspelsvärlden.